# Rod Stewart
Roderick David "Rod" Stewart, född 10 januari 1945 i London, är en brittisk rocksångare. Stewart har varit medlem i de framgångsrika grupperna The Jeff Beck Group och The Faces, men har främst gjort sig känd som soloartist. Sedan 1994 är han invald i Rock and Roll Hall of Fame.

## Biografi

### Tidiga år, "Rod the Mod" och bandmedlem
Stewart föddes i Highgate i norra London 1945. Han hade en skotsk far och en engelsk mor. Han var yngst av fem syskon och visade till en början inget påtagligt intresse för musik. Under familjens vanligt förekommande sång-kvällar så höll Rod ofta till under flygeln istället för att vara med och sjunga. Rod hade i unga år intresse för fotboll och spelade för Middlesex Schoolboys. Han provspelade också för Brentford FC, men erbjöds aldrig ett kontrakt, men har fortfarande ett stort fotbollsintresse. 
På 1960-talet sjöng Stewart i den mods-orienterade rockgruppen Steampacket, som aldrig fick någon stor hit. Den gruppen har senare blivit mest uppmärksammad just för att han startade sin karriär där. 1966 blev han medlem i The Jeff Beck Group där han sjöng på de två banbrytande albumen Truth (1968) och Beck-Ola (1969). Med i gruppen var även Rods barndomskamrat och tillika skicklige gitarristen Ron Wood vilken kom att bli en "parhäst" till Stewart, inte minst senare som gitarrist i gruppen The Faces. Han lämnade sedan Jeff Beck för att våren 1969 gå över till The Faces, samtidigt som han inledde en egen solokarriär. Gruppen The Faces har visat prov på riktig rockstjärnestatus, inte minst när de turnerade i USA och började tjäna ordentligt med pengar på sina uppträdanden. De brukade bland annat vända uppochner på hela hotell. Till en början blev varken hans eget material eller Faces skivor särskilt uppmärksammade. 1971 släppte han sitt tredje soloalbum, Every Picture Tells a Story där genombrottshiten "Maggie May" ingick. Samtidigt började också skivförsäljningen för Faces ta fart. 
Stewart fortsatte spela in både solo och med gruppen och rönte stor framgång med soloalbumet Never a Dull Moment (med hiten "You Wear It Well"), och Faces-albumet A Nod Is as Good as a Wink...To a Blind Horse (med hiten "Stay With Me"). Han fortsatte spela in med Faces fram till 1974 då han slutligen lämnade gruppen för att satsa helhjärtat på sin solokarriär.

### Solokarriär
Med albumet Atlantic Crossing 1975 började Stewart rikta in sig mer på en amerikansk karriär. Där ingick hiten "Sailing". Det albumet markerade också en mer polerad och popanpassad Stewart där hans tidigare folk- och hårdrockssound tonades ner. Han fortsatte i samma stil på nästföljande album där han fick en stor hit med balladen "Tonight's the Night (Gonna Be Alright)". År 1978 fick han en av sina största hits då han hakade på discovågen med "Da Ya Think I'm Sexy". Rod Stewarts 1980-tal är inte lika prisat av musikkritiker. Hans mest framgångsrika album från 1980-talet blev Tonight I'm Yours där han blandade in new wave och synt i musiken. Det albumet gav honom också två stora hits, titelspåret och "Young Turks". 1983 toppade han engelska singellistan med "Baby Jane". Han fortsatte under decenniet med radioanpassad pop med varierande resultat. 1991 blev något av en comeback med storsäljande albumet Vagabond Heart och hitsinglarna "Rhythm Of My Heart" och "The Motown Song". 1993 fick Stewart en stor hit med låten "All For Love" som han framförde tillsammans med Sting och Bryan Adams.
År 2001 släpptes albumet Human som blev en kommersiell flopp. På 2000-talet har Stewart istället börjat utforska gammal jazz och äldre melodier och spelat in och gett ut dem under titlarna "The Great American Songbook" med stor kommersiell framgång. 2013 släpptes senaste albumet Time där Stewart återigen framför nyskrivet material.
I juli 2007 adlades han av drottning Elizabeth II, och tituleras därmed sir Roderick.

### Privatliv
Stewart har åtta barn med fem olika kvinnor i tre äktenskap. Kimberly (född 1979) och Sean (född 1980) med Alana Stewart (gifta 1979–1984), Ruby (född 1987) med Kelly Emberg (tillsammans 1983–1990), Reneé (född 1991) och Liam (född 1994) med Rachel Hunter (gifta 1990–2006) och Alistair (född 2005) och Aiden (född 2011) med Penny Lancaster-Stewart (gifta sedan 2007). Stewart har även dottern Sarah (född 1964), som blev bortadopterad som liten, med Susannah Boffey (tillsammans 1963–1964).

## Lista över band
Under sin karriär har Rod Stewart varit medlem i ett antal grupper inklusive:
- Jimmy Powell and the Five Dimensions (1963)
- The Hoochie Coochie Men (1964 – 1965)
- Steampacket (1965 – 1966)
- Soul Agents (1965 – 1966)
- Shotgun Express (1966-1967)
- The Jeff Beck Group (1967 – 1969)
- Faces (1969 – 1975, 1986, 1993, 2015, 2019, 2020, 2021 – )

## Solodiskografi
Album
- 1969 – An Old Raincoat Won't Ever Let You Down
- 1970 – Gasoline Alley

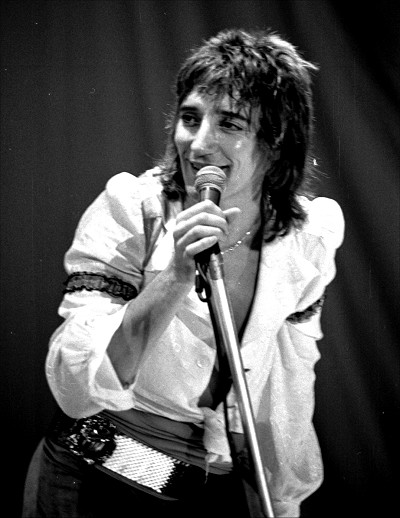
Rod Stewart i Oslo november 1976

- 1971 – Every Picture Tells a Story
- 1972 – Never a Dull Moment
- 1974 – Coast to Coast: Overture and Beginners
- 1974 – Smiler
- 1975 – Atlantic Crossing
- 1976 – A Night on the Town
- 1977 – Foot Loose & Fancy Free
- 1978 – Blondes Have More Fun
- 1980 – Foolish Behaviour
- 1981 – Tonight I'm Yours
- 1982 – Absolutely Live
- 1983 – Body Wishes
- 1984 – Camouflage
- 1986 – Every Beat of My Heart
- 1986 – Rod Stewart
- 1988 – Out of Order
- 1991 – Vagabond Heart
- 1993 – Unplugged...and Seated
- 1995 – Spanner in the Works
- 1998 – When We Were the New Boys
- 2001 – Human
- 2002 – It Had to Be You: The Great American Songbook
- 2003 – As Time Goes By: The Great American Songbook, Vol. 2
- 2004 – Stardust: The Great American Songbook, Vol. 3
- 2005 – Thanks for the Memory: The Great American Songbook, Vol. 4
- 2006 – Still the Same: Great Rock Classics of Our Time
- 2009 – Soulbook
- 2010 – Fly Me to the Moon...The Great American Songbook Volume V
- 2012 – Merry Christmas, Baby
- 2013 – Time
- 2015 – Another Country
- 2018 – Blood Red Roses
- 2021 – The Tears of Hercules
- 2024 – Swing Fever with Jools Holland